# Hannes Kinder
Hannes Kinder (* 1985 in Friedrichroda) ist ein deutscher Musiker.

## Biografie
Hannes Kinder wuchs in einer Musikerfamilie in Eisenach auf. Bis er 2010 sein Soloprojekt startete, spielte er schon in verschiedenen Bands. Seine erste Band gründete er bereits 1993 in der Grundschule. Nach dem Zivildienst zog er 2005 nach Erfurt. Sein Debütalbum Auftakt veröffentlichte er am 30. August 2013 beim Jenaer Label idealPOP. Im gleichen Jahr vertrat Hannes Kinder mit seiner Band das Bundesland Thüringen beim Bundesvision Song Contest 2013 mit dem Lied Déjà-vu und belegte den 13. Platz.
Hannes Kinder spielt live mit einer festen Band in wechselnder Besetzung. Zu dieser gehören unter anderem Fabian Misch (Bass) und Sebastian Drexler (Piano). Im Februar 2014 begleitete er Bosse auf der Kraniche Tour als Vorband.
Am 30. September 2016 erschien sein zweites Album Tiefenrausch beim Leipziger Label Kick The Flame. Es wurde von Frithjof Rödel im Erfurter Atomino Studio aufgenommen und produziert. Das Video zur ersten Single-Auskopplung Heute wurde bei MTV Germany und VIVA Deutschland gezeigt.

## Diskografie

### Alben
- Auftakt (2013)
- Tiefenrausch (2016)

### Singles
- Déjà-vu (2013)
- Heute (2016)